# Adil Rami
Adil Rami (Bastia, Alta Córcega, 27 de diciembre de 1985) es un exfutbolista francés que también posee nacionalidad marroquí que jugaba como defensa. Se retiró en el club E. S. Troyes A. C. de la Ligue 1. Fue internacional con la selección de Francia en treinta y seis encuentros, donde anotó un gol, con la que debutó el 11 de agosto de 2010 contra Noruega. En su palmarés destaca la Copa Mundial de Fútbol de Rusia 2018, el título de Liga Europa de la UEFA 2015-16 con el Sevilla F. C., y el doblete obtenido con el Lille O. S. C. en 2010-11, resultando campeones de Ligue 1 y Copa de Francia.

## Trayectoria

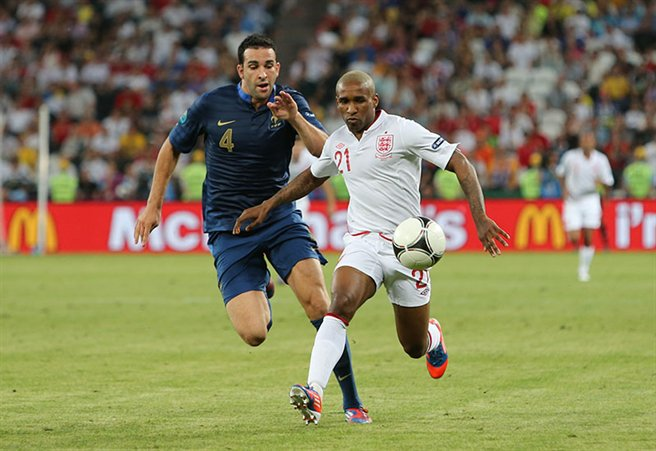
El partido de la UEFA Euro 2012 entre Francia e Inglaterra se jugó en Donetsk en el Donbas Arena. El resultado final fue 1:1 (Nasri, Lescott).

### Lille OSC
Adil Rami empezó a jugar al fútbol en el ES Fréjus francés a la edad de 9 años. Nunca pensó en dedicarse de manera profesional al fútbol y lo practicaba como hobby, compaginándolo con su trabajo en el Ayuntamiento de Fréjus. Hizo su debut en el Championnat de France Amateurs en la temporada 2003-04, jugando 4 partidos. Entonces no jugaba como defensa central, lo hacía como centrocampista ofensivo. En la siguiente temporada, 2004-05, jugó 24 partidos y el Fréjus terminó en media tabla. En la temporada 2005-06 Rami se reconvirtió en defensa central tras la lesión de un compañero. Jugó 30 partidos a un gran nivel, lo que le valió para que el Lille se fijara en él y le ofreciera pasar unos días a prueba con el equipo. Tras una semana de prueba, el Lille lo incorporó a su filial, entonces en el CFA.
En el Lille OSC B jugó 27 partidos, el equipo quedó tercero y Rami volvió a cuajar una gran temporada. A falta de dos meses para que terminara la temporada 2006-07 en la Ligue 1 Claude Puel le hizo debutar en el primer equipo un 19 de mayo de 2007 contra el Auxerre como titular. La semana siguiente también fue titular contra el Stade Rennais. El 4 de junio Rami firmó su primer contrato profesional y le dieron dorsal con el primer equipo.
En la temporada 2007-08 Rami fue titular en el primer partido de liga, contra el FC Lorient y sufrió una grave lesión en los ligamentos de la rodilla que lo tuvo apartado de los terrenos de juego hasta noviembre. Tras su vuelta al equipo sólo se perdió un partido de liga. En la temporada 2008-09 jugó 33 partidos y empezó a despertar el interés de varios equipo de Francia y estuvo a punto de fichar por el Olympique Marseille por 12 millones de euros. Esto provocó un gran enfado en el jugador, que amenazó con no jugar más con el primer equipo en lo que le restaba de contrato si no era traspasado. El 15 de agosto de 2009 Rami se disculpó por sus declaraciones y volvió a jugar con el Lille. Esa temporada, 2010-11, volvió a ser titular y pieza clave en el Lille, donde se proclamó campeón de la Copa de Francia tras derrotar en la final al PSG (1-0). En esa misma temporada, el equipo de Rami, el Lille obtuvo la Ligue 1, consiguiendo el punto que le faltaba en otro partido contra el PSG (2-2).

### Valencia CF
El Valencia CF de la Liga española lo dejó cedido en el Lille durante una temporada, y así poder tenerlo a un precio más económico. Su precio de traspaso rondó los 6 millones de euros. Desde su llegada al Valencia CF a principios de junio de 2011, el central francés se convirtió en pieza fundamental para la zaga valencianista. En las temporadas 2011-12 y 2012-13 es un defensor casi fijo en el club, bien junto a Víctor Ruiz, Ricardo Costa o Jérémy Mathieu. 
La temporada 2013-14 la inicia con el club valencianista, pero el 25 de septiembre de 2013 fue expulsado de una concentración del equipo en Granada y se le obliga a volver a Valencia por unas polémicas declaraciones públicas en las que arremetía contra el técnico y parte de sus compañeros. Una semana después, tras reunirse con el club, es suspendido con una semana de empleo y sueldo, y antes de volver a entrenar con el grupo se concreta su cesión hasta final de temporada al AC Milan a cambio de 500 000€ y con una opción de compra.

### AC Milan
Desde el 16 de octubre de 2013 el futbolista se entrenó con el AC Milan en calidad de cedido, a pesar de que no podría debutar con el equipo italiano en partido oficial hasta el 2 de enero de 2014.
El 12 de julio de 2014, el AC Milan hizo efectiva la compra de Rami procedente del Valencia CF, por tres temporadas y un monto que rondó los 5,7 millones de dólares aproximadamente.

### Sevilla FC
El 1 de julio de 2015, se confirmó que el Sevilla FC había llegado a un acuerdo con el AC Milan para fichar el defensa francés Adil Rami durante cuatro temporadas por una cantidad aproximada de 3 500 000 €.

### Olympique de Marsella
El 17 de julio de 2017, el jugador fue vendido al Olympique de Marsella por una cifra de aproximadamente 6 millones de euros.
En agosto de 2019 se confirmó que el Marsella rescindió su contrato tras la participación del jugador en eventos televisivos no permitidos según su contrato.

### Experiencias en otros países
El 27 de agosto de 2019 el Fenerbahçe S. K. hizo oficial su fichaje por una temporada con opción a otra. El 21 de febrero de 2020 fue despedido tras haber disputado tan solo siete partidos.
Al día siguiente de abandonar el Fenerbahçe, el PFC Sochi hizo oficial su contratación. A finales de mayo abandonó el club sin llegar a jugar ni un solo minuto. En agosto llegó a Portugal para jugar en el Boavista F. C. hasta 2022. Estuvo una temporada, ya que en julio de 2021 llegó a un acuerdo para rescindir su contrato.

### Regreso a Francia
Tras un mes sin equipo, en agosto regresó a Francia para jugar en el E. S. Troyes A. C. En dos temporadas disputó 39 encuentros, en los que anotó tres goles, y dejó el club al expirar su contrato en junio de 2023, para luego retirarse del fútbol.

## Selección nacional
Al tener la doble nacionalidad francesa y marroquí Rami podría haber jugado con Marruecos, que le ofreció convocarlo para la Copa Africana de Naciones 2008, pero declinó el ofrecimiento para poder jugar con la selección francesa.[cita requerida]
El 25 de marzo jugó contra Malí con el equipo de Francia B. También estuvo en la lista de preseleccionados para la Copa Mundial de Fútbol de 2010.
El 11 de agosto de 2010 Adil Rami debutó con Francia en un partido amistoso contra Noruega.
Fue seleccionado para la Eurocopa 2016. A fines de mayo, el defensa francés-marroquí fue convocado en la lista final de los 23 jugadores que representaron a Francia en la Copa Mundial de la FIFA 2018.
El 15 de julio de 2018 se proclamó campeón del mundo con la selección de Francia, a pesar de no haber jugado ni un solo partido en todo el Mundial. Anunció su retiro de la selección tras conquistar el título.
A pesar de su anuncio de retiro, fue convocado por Deschamps para tres de los cuatro partidos de la inaugural Liga de Naciones de la UEFA 2018-19. Fue suplente en todos ellos y no llegó a jugar en una competición en la que Francia no pudo llegar a la final a cuatro que se celebró en Portugal.

## Vida personal
Entre los años 2017 y 2019, estuvo en una relación con la actriz Pamela Anderson, que posteriormente aseguraría que la había maltratado física y psicológicamente.

## Clubes
| Club                  | País     | Año       |
| --------------------- | -------- | --------- |
| E. S. Fréjus          | Francia  | 2003-2006 |
| Lille O. S. C. II     | Francia  | 2006-2007 |
| Lille O. S. C.        | Francia  | 2007-2011 |
| Valencia C. F.        | España   | 2011-2013 |
| A. C. Milan           | Italia   | 2014-2015 |
| Sevilla F. C.         | España   | 2015-2017 |
| Olympique de Marsella | Francia  | 2017-2019 |
| Fenerbahçe S. K.      | Turquía  | 2019-2020 |
| P. F. C. Sochi        | Rusia    | 2020      |
| Boavista F. C.        | Portugal | 2020-2021 |
| E. S. Troyes A. C.    | Francia  | 2021-2023 |

## Palmarés

### Títulos nacionales
| Título          | Club           | País    | Año     |
| --------------- | -------------- | ------- | ------- |
| Copa de Francia | Lille O. S. C. | Francia | 2010-11 |
| Ligue 1         | Lille O. S. C. | Francia | 2010-11 |

### Títulos internacionales
| Título                 | Club (*)             | Sede  | Año     |
| ---------------------- | -------------------- | ----- | ------- |
| Liga Europa de la UEFA | Sevilla F. C.        | Suiza | 2015-16 |
| Copa Mundial de Fútbol | Selección de Francia | Rusia | 2018    |

(*) Incluyendo la selección.